# كأس الأمم الإفريقية 1974
كأس الأمم الإفريقية 1974 (بالإنجليزية: 1974 Africa Cup of Nations) كانت النسخة التاسعة من بطولات كأس الأمم الإفريقية للمنتخبات الوطنية عن فئة الرجال، المقامة تحت رعاية الاتحاد الإفريقي لكرة القدم، والتي استضافتها مصر. تمامًا كما حدث في عام 1972. شارك في هذه البطولة 8 فرق، قسمت إلى مجموعتين، ويتأهل الأول والثاني من كل مجموعة.فازت زائير بأول بطولة لها، بفوزها على زامبيا في النهائي 2-0.

## الفرق المشاركة
الفرق الثمانية المتأهلة هي:
- الكونغو (حامل اللقب)
- ساحل العاج
- مصر (المستضيف)
- غينيا
- موريشيوس
- أوغندا
- زائير
- زامبيا

## دور المجموعات

### المجموعة الأولى
| المنتخب    | لعب | فاز | تعادل | خسر | له | عليه | -\+ | النقاط |
| ---------- | --- | --- | ----- | --- | -- | ---- | --- | ------ |
| مصر        | 3   | 3   | 0     | 0   | 7  | 2    | 5+  | 6      |
| زامبيا     | 3   | 2   | 0     | 1   | 3  | 3    | 0   | 4      |
| أوغندا     | 3   | 0   | 1     | 2   | 3  | 5    | 2-  | 1      |
| ساحل العاج | 3   | 0   | 1     | 2   | 2  | 5    | 3–  | 1      |

| مصر                             | 2 - 1 | أوغندا            |
| ------------------------------- | ----- | ----------------- |
| علي أبو جريشة 6' · علي خليل 52' |       | ستانلي موبيرو 28' |

| زامبيا         | 1 - 0 | ساحل العاج |
| -------------- | ----- | ---------- |
| سيمون كواشي 2' |       |            |

| مصر                                   | 3 - 1 | زامبيا        |
| ------------------------------------- | ----- | ------------- |
| جمال عبد العظيم طه بصري علي أبو جريشة |       | جودفري شيتالو |

| ساحل العاج    | 2 - 2 | أوغندا        |
| ------------- | ----- | ------------- |
| كوبينان كونان |       | ستانلي موبيرو |

| مصر                  | 2 - 0 | ساحل العاج |
| -------------------- | ----- | ---------- |
| حسن الشاذلي علي خليل |       |            |

| زامبيا      | 1 - 0 | أوغندا |
| ----------- | ----- | ------ |
| أوبي كابيتا |       |        |

### المجموعة الثانية
| المنتخب  | لعب | فاز | تعادل | خسر | له | عليه | -\+ | النقاط |
| -------- | --- | --- | ----- | --- | -- | ---- | --- | ------ |
| الكونغو  | 3   | 2   | 1     | 0   | 5  | 2    | 3+  | 5      |
| زائير    | 3   | 2   | 0     | 1   | 7  | 4    | 3+  | 4      |
| غينيا    | 3   | 1   | 1     | 1   | 4  | 4    | 0   | 3      |
| موريشيوس | 3   | 0   | 0     | 3   | 2  | 8    | 6–  | 0      |

| زائير        | 2 - 1 | غينيا        |
| ------------ | ----- | ------------ |
| مولامبا نداي |       | بنغالي سيالا |

| الكونغو                 | 2 - 0 | موريشيوس |
| ----------------------- | ----- | -------- |
| بول موكيلا سبستيان لاكو |       |          |

| غينيا          | 2 - 1 | موريشيوس     |
| -------------- | ----- | ------------ |
| مورسيريه سيالا |       | دانيال امبرت |

| الكونغو                    | 2 - 1 | زائير       |
| -------------------------- | ----- | ----------- |
| جان ميشيل مبونو نويل مينجا |       | ماينجا ماكو |

| غينيا  | 1 - 1 | الكونغو    |
| ------ | ----- | ---------- |
| إيدنتي |       | جاك ندومبا |

| زائير                                   | 4 - 1 | موريشيوس     |
| --------------------------------------- | ----- | ------------ |
| ماينجا ماكو مولامبا نداي كاكوكو ايتيبيه |       | دانيال امبرت |

## مرحلة خروج المغلوب
|  | نصف النهائي         | نصف النهائي         |       |                   | النهائي                | النهائي |  |
|  |                     |                     |       |                   |                        |         |  |
|  | 9 مارس – القاهرة    |                     |       |                   |                        |         |  |
|  | مصر                 | 2                   |       |                   |                        |         |  |
|  | زائير               | 3                   |       |                   |                        |         |  |
|  |                     |                     |       |                   |                        |         |  |
|  |                     |                     |       |                   | 12 & 14 مارس – القاهرة |         |  |
|  |                     |                     |       |                   | زائير (إعادة)          | 2 (2)   |  |
|  |                     | زامبيا              | 2 (0) |                   |                        |         |  |
|  |                     |                     |       |                   |                        |         |  |
|  |                     |                     |       |                   |                        |         |  |
|  |                     |                     |       |                   | المركز الثالث          |         |  |
|  | 9 مارس – الإسكندرية | 9 مارس – الإسكندرية |       | 11 مارس – القاهرة | 11 مارس – القاهرة      |         |  |
|  | الكونغو             | 2                   |       | مصر               | 4                      |         |  |
|  | زامبيا (ب.و.إ.)     | 4                   |       |                   | الكونغو                | 0       |  |

### الدور النصف نهائي
| مصر                              | 2 - 3 | زائير                        |
| -------------------------------- | ----- | ---------------------------- |
| مويبو 41' (ه.ذ.) · أبو جريشة 54' |       | نداي 55'، 72' · مانتانتو 61' |

| الكونغو                | 2 - 4 (و.إ) | زامبيا                                |
| ---------------------- | ----------- | ------------------------------------- |
| مبيليه 76' · مبوطا 81' |             | مابولانجا 49' · تشاندا 70'، 97'، 111' |

### مباراة تحديد المركزين الثالث والرابع
| مصر                                                    | 4 - 0 | الكونغو |
| ------------------------------------------------------ | ----- | ------- |
| مصطفى عبده 5' · حسن شحاتة 18'، 80' · علي أبو جريشة 62' |       |         |

### النهائي
| زائير                  | 2 - 2 (و.إ) | زامبيا                            |
| ---------------------- | ----------- | --------------------------------- |
| مولامبا نداي 65'، 117' |             | كواشي 40' · بريجتون سينيانغي 120' |

#### إعادة النهائي
| زائير                 | 0:2 | زامبيا |
| --------------------- | --- | ------ |
| مولامبا نداي 30'، 76' |     |        |

## الفائز
| بطل كأس الأمم الأفريقية لكرة القدم 1974 |
| --------------------------------------- |
| · زائير · للمرة الثانية                 |

## الهدافون
9 أهداف
- مولامبا نداي

4 أهداف
- علي أبو جريشة

3 أهداف
- ستانلي موبيرو
- مايانغا ماكو
- برنارد تشاندا

هدفين
- جاك ندومبا
- علي خليل
- سيمون كوشي
- حسن شحاتة
- مورسير سيلا
- كوبينان كومان
- دانيال إمبير

هدف
- سيباستيان لاكو
- جان ميشيل مبونو
- نويل مينغا
- بول موكيلا
- فرانسوا مبيله
- جمال عبد العظيم
- حسن الشاذلي
- مصطفى عبده
- طه بصري
- بنغالي سيلا
- كاكوكو إتيبيه
- جوزيف مابولانجا
- إيدنتي
- كيدومو مانتانتو
- غودفري تشيتالو
- أوبي كابيتا
- برايتون سينيانغوي

هدف عكسي
- إيلونغا مويبو (ضد مصر)

## تشكيل الكاف للبطولة
حارس المرمي
- كازادي موامبا

المدافعون
- غابرييل دينغاكي
- ديك شاما
- لوبيلو بوبا
- هاني مصطفى

لاعبو الوسط
- مولامبا نداي
- فاروق جعفر
- حسن شحاتة
- مايانغا ماكو

المهاجمون
- كاكوكو إتيبيه
- علي أبو جريشة